# Seznam ulic na Lesné (Brno)
Seznam ulic na Lesné uvádí přehled ulic a veřejných prostranství na území evidenční části obce Lesná v Brně, která je územně totožná s katastrálním územím Lesná a tvoří část městské části Brno-sever.

## Seznam
| Název               | Pojmenováno po         | Souřadnice                       | Obrázek | Commons                    | RÚIAN  | Mapy.cz        |
| ------------------- | ---------------------- | -------------------------------- | ------- | -------------------------- | ------ | -------------- |
| Arbesova            | Jakub Arbes            | 49°13′34″ s. š., 16°37′43″ v. d. |         | Arbesova (Brno)            | 20966  | stre&id=78942  |
| Barvy               |                        | 49°13′43″ s. š., 16°38′0″ v. d.  |         | Barvy (Brno)               | 21113  | stre&id=78957  |
| Blažkova            | Oldřich Blažek         | 49°13′51″ s. š., 16°37′42″ v. d. |         | Blažkova (Brno)            | 21415  | stre&id=78987  |
| Brechtova           | Bertolt Brecht         | 49°14′ s. š., 16°37′39″ v. d.    |         | Brechtova (Brno)           | 21768  | stre&id=79021  |
| Brožíkova           | Václav Brožík          | 49°13′36″ s. š., 16°37′11″ v. d. |         | Brožíkova (Brno)           | 21814  | stre&id=79026  |
| Divišova            | Prokop Diviš           | 49°13′32″ s. š., 16°36′52″ v. d. |         |                            | 22691  | stre&id=79113  |
| Dusíkova            | Jan Ladislav Dusík     | 49°14′12″ s. š., 16°37′28″ v. d. |         | Dusíkova (Brno)            | 36064  | stre&id=80446  |
| Dřínová             | dřín                   | 49°13′33″ s. š., 16°36′57″ v. d. |         |                            | 22942  | stre&id=79139  |
| Fillova             | Emil Filla             | 49°13′43″ s. š., 16°37′7″ v. d.  |         | Fillova (Brno)             | 23299  | stre&id=79173  |
| Halasovo náměstí    | František Halas        | 49°13′27″ s. š., 16°37′30″ v. d. |         | Halasovo náměstí           | 23787  | stre&id=79222  |
| Haškova             | Jaroslav Hašek         | 49°13′58″ s. š., 16°37′30″ v. d. |         | Haškova (Brno)             | 23752  | stre&id=79219  |
| Heleny Malířové     | Helena Malířová        | 49°13′25″ s. š., 16°37′41″ v. d. |         | Heleny Malířové (Brno)     | 23906  | stre&id=79234  |
| Hlohová             | hloh                   | 49°13′34″ s. š., 16°36′48″ v. d. |         |                            | 24066  | stre&id=79250  |
| Holubova            | Emil Holub             | 49°13′18″ s. š., 16°37′55″ v. d. |         |                            | 24147  | stre&id=79258  |
| Hvozdíková          | hvozdík                | 49°13′34″ s. š., 16°36′49″ v. d. |         |                            | 24520  | stre&id=79296  |
| Ibsenova            | Henrik Ibsen           | 49°13′50″ s. š., 16°37′11″ v. d. |         | Ibsenova (Brno)            | 23663  | stre&id=79210  |
| Ježkova             | Jaroslav Ježek         | 49°13′53″ s. š., 16°37′43″ v. d. |         | Ježkova (Brno)             | 24911  | stre&id=79335  |
| Jurkovičova         | Dušan Jurkovič         | 49°14′ s. š., 16°37′9″ v. d.     |         | Jurkovičova (Brno)         | 25160  | stre&id=79360  |
| Kalinová            | kalina                 | 49°13′34″ s. š., 16°36′51″ v. d. |         |                            | 25241  | stre&id=79368  |
| Kosatcová           | kosatec                | 49°13′31″ s. š., 16°36′55″ v. d. |         |                            | 26026  | stre&id=79446  |
| Kupkova             | František Kupka        | 49°14′11″ s. š., 16°37′51″ v. d. |         | Kupkova (Brno)             | 26743  | stre&id=79519  |
| Liliová             | lilie královská        | 49°13′30″ s. š., 16°36′56″ v. d. |         |                            | 27049  | stre&id=79549  |
| Loosova             | Adolf Loos             | 49°13′57″ s. š., 16°36′58″ v. d. |         | Loosova (Brno)             | 27146  | stre&id=79559  |
| Majdalenky          |                        | 49°14′5″ s. š., 16°37′34″ v. d.  |         | Majdalenky                 | 679011 | stre&id=141398 |
| Marie Majerové      | Marie Majerová         | 49°13′14″ s. š., 16°37′55″ v. d. |         | Marie Majerové (Brno)      | 27472  | stre&id=79592  |
| Merhautova          | Josef Merhaut          | 49°12′35″ s. š., 16°37′26″ v. d. |         | Merhautova (Brno)          | 27791  | stre&id=79624  |
| Milénova            | Eduard Milén           | 49°13′46″ s. š., 16°37′18″ v. d. |         | Milénova (Brno)            | 36315  | stre&id=80470  |
| Narcisová           | narcis                 | 49°13′29″ s. š., 16°36′57″ v. d. |         |                            | 36404  | stre&id=80479  |
| Nejedlého           | Otakar Nejedlý         | 49°13′44″ s. š., 16°37′48″ v. d. |         | Nejedlého (Brno)           | 28690  | stre&id=79712  |
| Nezvalova           | Vítězslav Nezval       | 49°13′30″ s. š., 16°37′33″ v. d. |         | Nezvalova (Brno)           | 28801  | stre&id=79723  |
| Okružní             | okruh k objíždění obce | 49°13′50″ s. š., 16°37′6″ v. d.  |         | Okružní (Brno)             | 29025  | stre&id=79745  |
| Panská lícha        |                        | 49°14′44″ s. š., 16°38′5″ v. d.  |         |                            | 731633 | stre&id=145866 |
| Plachtova           | Jindřich Plachta       | 49°14′13″ s. š., 16°37′43″ v. d. |         | Plachtova (Brno)           | 29653  | stre&id=79807  |
| Seifertova          | Jaroslav Seifert       | 49°13′41″ s. š., 16°37′52″ v. d. |         | Seifertova (Brno)          | 36790  | stre&id=80518  |
| Slavíčkova          | Antonín Slavíček       | 49°13′33″ s. š., 16°37′12″ v. d. |         | Slavíčkova (Brno)          | 31682  | stre&id=80009  |
| Soběšická           | Soběšice               | 49°13′14″ s. š., 16°38′2″ v. d.  |         | Soběšická (Brno)           | 31879  | stre&id=80028  |
| Studená             |                        | 49°13′21″ s. š., 16°37′52″ v. d. |         | Studená (Brno)             | 32379  | stre&id=80078  |
| Tomečkova           | Jaromír Tomeček        | 49°13′39″ s. š., 16°36′58″ v. d. |         | Tomečkova (Brno)           | 731625 | stre&id=145865 |
| Trtílkova           | Arnošt Trtílek         | 49°13′34″ s. š., 16°36′41″ v. d. |         |                            | 33448  | stre&id=80184  |
| Třískalova          | Rostislav Třískala     | 49°13′31″ s. š., 16°37′2″ v. d.  |         | Třískalova (Brno)          | 33553  | stre&id=80195  |
| U Antoníčka         | kaple svatého Antonína | 49°14′1″ s. š., 16°36′54″ v. d.  |         | U Antoníčka                | 37061  | stre&id=80545  |
| Vaculíkova          | Antonín Vaculík        | 49°13′44″ s. š., 16°37′13″ v. d. |         | Vaculíkova (Brno)          | 34207  | stre&id=80260  |
| Vyhlídka            | vyhlídka               | 49°13′22″ s. š., 16°38′3″ v. d.  |         |                            | 34975  | stre&id=80337  |
| Zvonková            | zvonek broskvolistý    | 49°13′28″ s. š., 16°36′57″ v. d. |         |                            | 35777  | stre&id=80417  |
| třída Generála Píky | Heliodor Píka          | 49°13′6″ s. š., 16°37′2″ v. d.   |         | Třída Generála Píky (Brno) | 37028  | stre&id=80541  |
| Čekanková           | čekanka                | 49°13′33″ s. š., 16°36′55″ v. d. |         |                            | 687057 | stre&id=141779 |
| Šalounova           | Ladislav Šaloun        | 49°14′10″ s. š., 16°37′44″ v. d. |         | Šalounova (Brno)           | 32590  | stre&id=80100  |
| Španielova          | Otakar Španiel         | 49°14′10″ s. š., 16°37′47″ v. d. |         |                            | 32875  | stre&id=80128  |
| Šrámkova            | Fráňa Šrámek           | 49°13′32″ s. š., 16°37′38″ v. d. |         | Šrámkova (Brno)            | 32905  | stre&id=80131  |